# Proclamação do Reino da Itália
A proclamação do Reino da Itália aconteceu com um ato normativo do Reino Saboiano da Sardenha — a lei de 17 de março de 1861, n. 4761 — com a qual Vítor Emanuel II assumiu para si e para seus sucessores o título de Rei da Itália. O dia 17 de março é comemorado anualmente pelo aniversário da unificação da Itália, feriado nacional instituído em 1911 por ocasião do 50º aniversário, e também comemorado, na era republicana, em 1961 e 2011.

## História

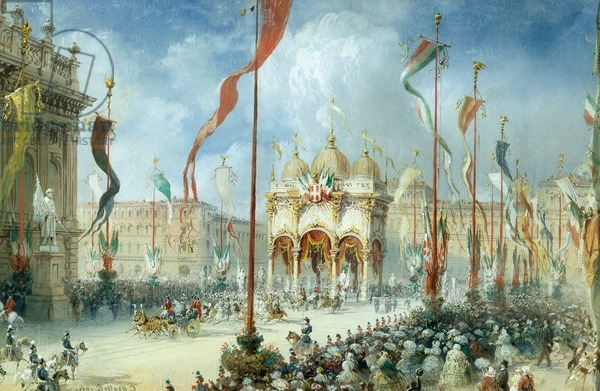
Carlo Bossoli: a procissão real na abertura do Parlamento do Reino da Itália

Em 18 de fevereiro de 1861, o novo Parlamento, já conhecido como Parlamento Italiano, reuniu-se em Turim, no Palazzo Carignano, antiga sede do Parlamento do Reino da Sardenha, embora fosse numerado como VIII, continuando assim a numeração das legislaturas do Reino da Sardenha. A Câmara dos Deputados do Reino da Itália também incluía parlamentares eleitos nas "novas províncias", enquanto o Senado do Reino da Itália, não eleito, mas nomeado pelo rei, havia sido integrado com nomeações de senadores de diferentes partes da Itália.
A abertura da nova legislatura ocorreu com o discurso da Coroa proferido pelo Rei. O Senado, na resposta votada em 26 de fevereiro, falou explicitamente de um novo reino. A Câmara dos Deputados, no discurso de resposta a Vítor Emanuel II de Saboia, escrito por Giuseppe Ferrari e datado de 13 de março de 1861, já declarava que: 
| “ | Os sufrágios de todo um povo colocam em sua cabeça a coroa da Itália abençoada pela Providência | ” |

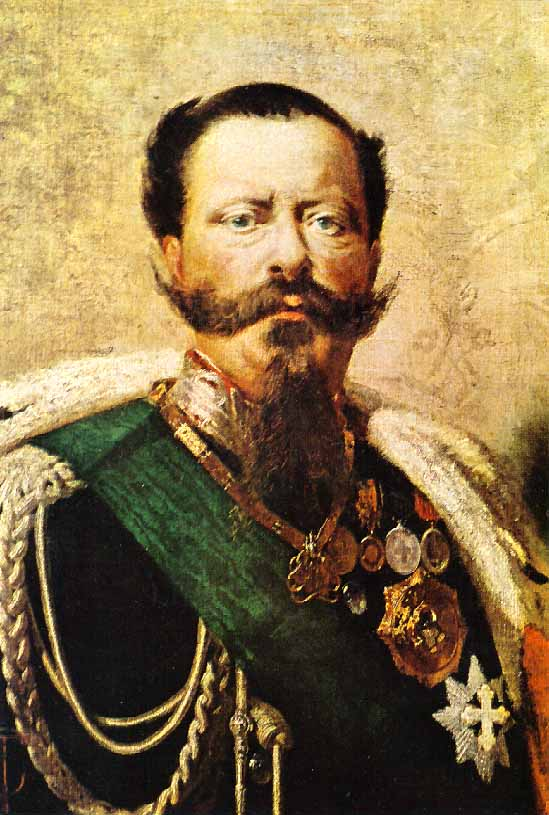
Vítor Emanuel II

Imediatamente após o início da legislatura, em 21 de fevereiro, o então primeiro-ministro Camillo Benso, Conde de Cavour, apresentou ao Senado um projeto de lei, composto por um único artigo, para formalizar o novo nome do rei. Isso se tornou lei em 17 de março de 1861, com a publicação no Diário Oficial do Reino da Itália n.67. O dia 17 de março é comemorado anualmente pelo aniversário da unificação da Itália, feriado nacional estabelecido em 1911 por ocasião do 50º aniversário.

## Decreto
O decreto real dizia: 
| “ | Art. 1. O Rei Vítor Emanuel II assume para si e para os seus sucessores o título de Rei da Itália | ” |

No Relatório Cavour lembrou que: 
| “ | O Parlamento, no dia solene da sessão real, com o entusiasmo da gratidão e do afeto, saudou Vítor Emanuel II, Rei da Itália. | ” |

Contudo, no texto aprovado pelo Senado, consta também um segundo artigo sobre a questão da epígrafe dos atos legislativos. Assim, ficou estabelecido que: 
| “ | Art. 2. Os atos do Governo e qualquer outro ato que deva ser intitulado em nome do Rei serão encabeçados pela seguinte fórmula: (Em nome do Rei) Pela Graça de Deus e pela vontade da Nação REI DA ITÁLIA | ” |

O numeral de Vítor Emanuel de Saboia continuou a ser "II", não "I", como sinal da continuidade da dinastia da Casa de Saboia que tinha alcançado a unificação italiana e da continuidade do Estatuto Albertino.